# Andrzej Pałys
Andrzej Józef Pałys (Solec-Zdrój; 2 de Janeiro de 1957 — ) é um político da Polónia. Ele foi eleito para a Sejm em 25 de Setembro de 2005 com 5055 votos em 33 no distrito de Kielce, candidato pelas listas do partido Polskie Stronnictwo Ludowe.